# Primærrute 6
De Primærrute 6 is een hoofdweg in Denemarken. De weg loopt van Køge via Roskilde naar Helsingør. Het hele traject ligt op het eiland Seeland en is ongeveer 81 kilometer lang.